# Hugo René Rodríguez
Ne doit pas être confondu avec Hugo Rodriguez.
Hugo Rodríguez est un footballeur mexicain né le 14 mars 1959. 

## Carrière
- 1975-1976 : Laguna Torréon ( Mexique)
- 1976-1978 : Club Santos Laguna ( Mexique)
- 1978-1979 : Deportivo Neza ( Mexique)
- 1979-1980 : Chivas La Piedad ( Mexique)
- 1980-1981 : Atletas Campesinos ( Mexique)
- 1982-1985 : Deportivo Toluca Fútbol Club ( Mexique)